# Confrérie de la Cinquième Douleur (Séville)
La Fraternité de la Cinquième Douleur est une confrérie catholique de Séville. Elle a son siège dans la chapelle du Doux Nom (de Jésus), qui se trouve dans l'intérieur de l'église parroissiale de Sainte Maríe Madeleine.
Son nom complet est: Pontificia, Fraternité Réelle et Archiconfrérie de Pénitents du Doux Nom de Jesús, de la Sacrée Descente de Croix de Notre Seigneur Jésus-Christ et Cinquième Douleur de la Santísime María, Notre Dame.

## Histoire
La confrérie résulte de la fusion, le 12 avril 1851, de deux confréries de pénitents: celle du Sacré Descendiment de Notre Seigneur Jésus-Christ et Cinquième Douleur de la Santissime Maríe (fondée le 1500) avec celle du Doux Nom de Jesus (fondée en 1572).

### Fraternité de la Cinquième Douleur

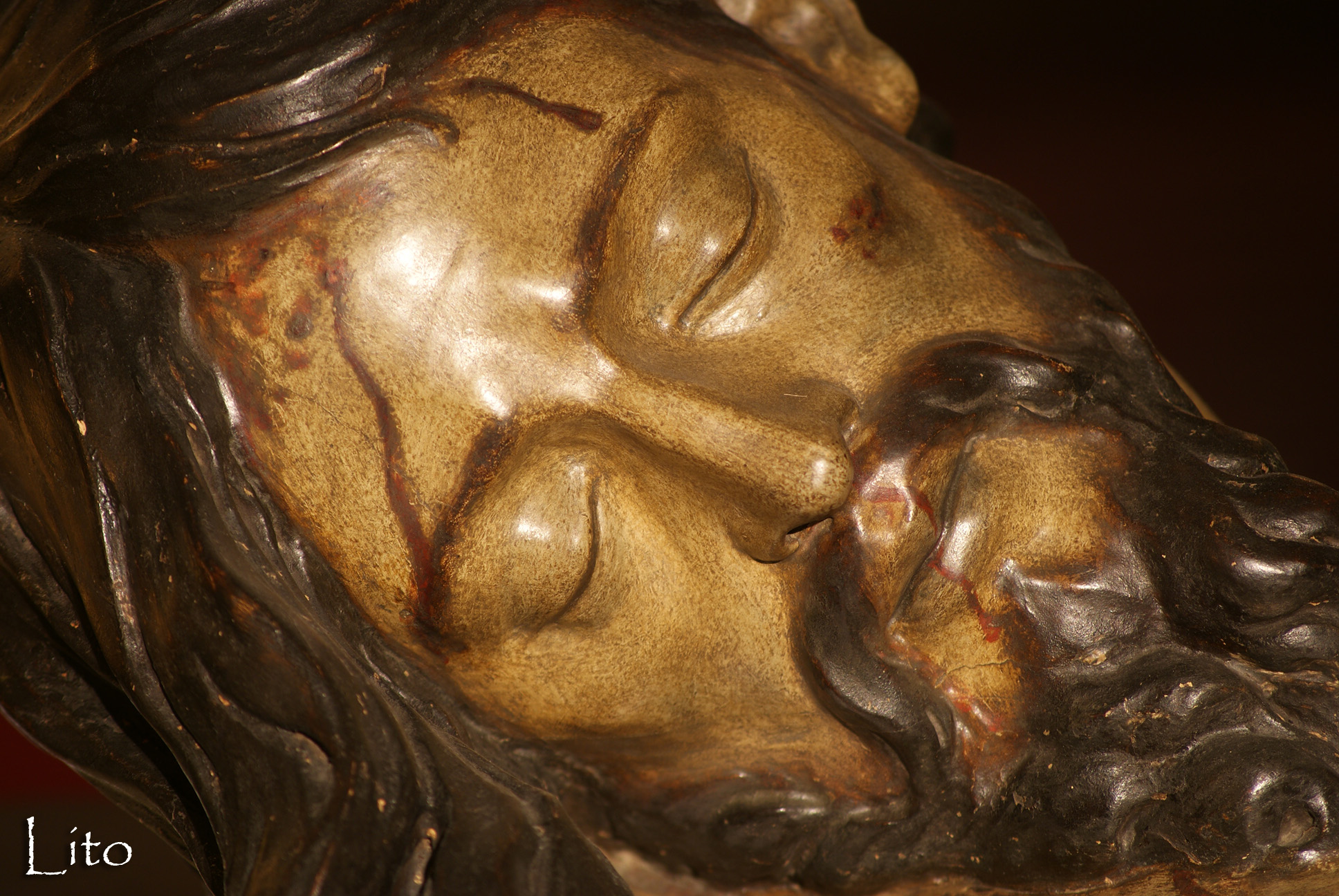
Jésus du Sacré Discendiment

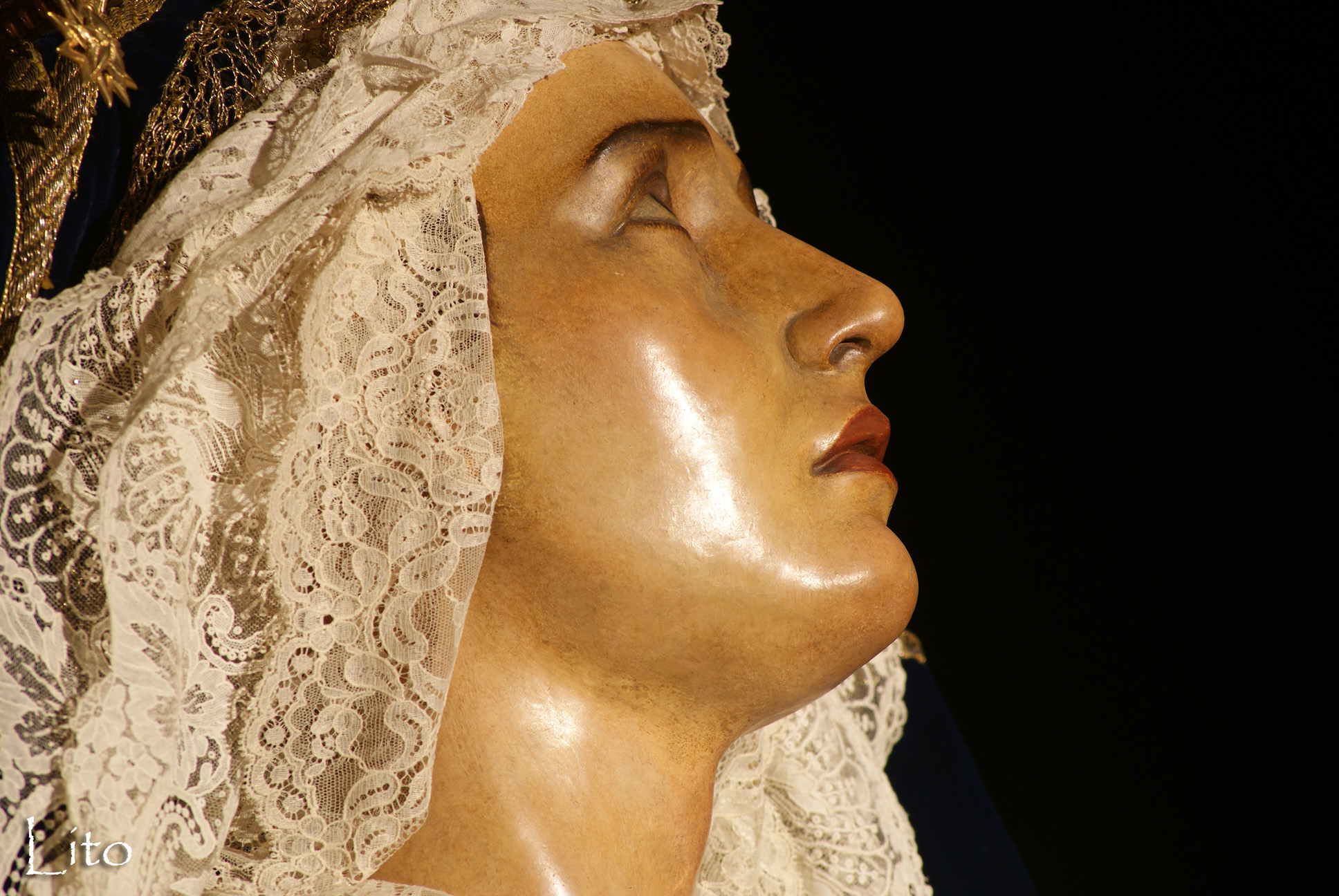
Vierge de la Cinquième Douleur

La fraternité a été fondée en 1540 dans la Grande Maison du Carmel  Là, pendant des siècles, elle tenait une station de pénitence qui abritait chaque Jeudi Saint, deux «Pasos» : le premier, allégorique, représentait un soleil éclipsé, le second, figuratif, portait une Descente de Croix.
Sa première chapelle, se trouvait dans le cloître principal. La Communauté du Mont-Carmel lui accorda de nombreux privilèges en mémoire de l'assistance que la confrérie avait prêté au Couvent pendant l'épidémie de peste de 1649.
Le déclin commença dès le XVIIIe siècle : En 1786, les «Pasos» furent exposés une dernière fois. En 1807, une nouvelle réorganisation lui permit de redevenir à nouveau Station de procession.
En 1810, après l'invasion française, la confrérie se déplace à la paroisse San Vincent, où, faute de trouver des autels appropriés, elle place les Statues qui composent les «Pasos» sur le chemin qui mène au cimetière de la paroisse. En 1811, la fraternité décide de se déplacer dans l'église du Couvent de San Pablo, qui était aussi église paroissiale Sainte Marie Madelaine, en aménageant la chapelle qui auparavant abritait la Fraternité du Saint Enterrement.
En 1815, elle revient au Couvent du Mont-Carmel occupant une chapelle du côté de l'évangile du vaisseau principal de la nef, son ancienne chapelle devenant salle du chapitre.
En l'an 1818, elle est honorée du titre de Royale  qui reste agrégée à la Vraie Lumière, Veille de la chapelle du Palais Royal de Madrid. Un an après, le 23 janvier, le roi Fernand VII devint frère majeur honoraire.
En l'an 1840, nouveau déplacement vers la paroisse du Tabernacle, puis de là, vers l'église des Mineurs aujourd'hui paroisse de Sainte Croix. En 1844 elle se déplace en l'église Saint Bonaventure, aménageant le porche de procession qui redevient Station de pénitence. Cette même année elle revenaient à la Grande Maison du Mont-Carmel, où fut créée la Fondation de la Croix. En l'an 1851, en raison de l'étroitesse de la chapelle du couvent, elle célèbre la Quintaine en l'église de Saint Albert. La même année, les ducs de Montpensier deviennent frères, comme auparavant, la reine Élisabeth II.

### Fraternité du Doux Nom
En 1572, l 'archevêque de Séville, Cristóbal de Rojas y Sandoval, fondait la Fraternité du Dulcíssime et Santctissime Nom de Jésus et du Premier Sang de Notre Seigneur Jésus-Christ en l'église Saint Vincent, par approbation de leur Règle.
Cette Règle prévoyait qu'il y aurait une procession de pénitents le Jeudi Saint et qu'elle serait la première à sortir, par le respect dû à son titre de Premier Sang.
En 1576, elle se déplace vers une nouvelle chapelle dans le Quartier Nouveau de Colón (Les Húmeros), dont on ignore l'emplacement. De là elle se transporte à l'Hôpital de la Sainte Croix de Jérusalem, actuelle Église Conventuelle du Saint Ange.
Le prieur du Monastère de Saint Paul, de l'Ordre de Saint Saint Dominique, frère Thomas Durán, fait valoir les dispositions Papales disposant que les fraternités du Doux Nom étaient les seules dépositaires du Mandat de Prédication et ordonne à la fraternité de se déplacer en ce Couvent. S'ensuivent trois ans de procès qui se terminent avec le déplacement de la fraternité, le 8 février 1587. Celle-ci reste fille de l'Ordre, et par tant, exonérée de la juridiction de l'Ordinaire, acquérant cette même année sa propre Chapelle dans ce temple.
Les statues composant la scène du «Pasos» du Doux Nom de Jésus le Ressuscité, sont réalisées, en 1582, par Jerónimo Hernández de la Estrada. La statue de l'Enfant Jésus, Saint Patron de la fraternité, était l'objet d'une grande dévotion à Séville, elle fut, plusieurs fois, sollicitée pour participer a des processions menées par d'autres Fraternités.
En 1558, l'archevêque Fernando Valdés avait fondé le Patronage des Enfants Trouvés qu'il confia au Chapitre Ecclésiastique qui, en 1590, en transféra la charge à la fraternité. Elle en a conservé l'administration pendant trente-sept ans comme l'attestent les archives de la fraternité conservées au nom du Patronage.
En 1582, sont intronisés Frères du Doux Nom le célèbre sculpteur Juan Martínez Montañés et son épouse, Ana de Villega, qui leur offrent la sculpture la Vierge de l'Incarnation (la Vierge des Douleurs est conservée dans la Maison de la Fraternité). Depuis la fin du XVIIIe siècle, la fraternité a accueilli plusieurs personnes remarquables des arts, des lettres, de la culture ou de la société sévillane.
La Fraternité conserve plusieurs bulles qui attestent des indulgences accordées par divers Souverains Pontifes. Ensuite, la Fraternité menera une vie prospère et pieuse jusqu'en 1763, dernière année où lui fut attribuée une Station d'une des processions de Pénitence, signe du début de son déclin.

### Fusion des deux fraternités.
En 1851, les deux fraternités qui conservaient leurs Règles fondatrices s'unissent. Cette fusion est entérinée comme Confrérie établie dans la chapelle du Doux Nom de Jésus, attenante à la Paroisse Royale de Sainte Maríe Madeleine, par le cardinal Judas José Romo, archevêque de Séville. Une chapelle, de style mudéjar, est toujours le siège canonique de la fraternité.
Jusqu'en 1851 chaque fraternité avait fonctionné de façon indépendante. Après la fusion, elle gèrent deux lieux de Station. La première abrite le « Paso » du Doux Nom de Jésus où l'Enfant est entourée d'anges et figures allégoriques, à la deuxième entre en procession le « Paso » du Descendiment de Notre Seigneur Jésus-Christ.
Le 18 mai 1854 la confrérie est établie par la Solennelle Déclaration Dogmatique de la Pure Conception de Marie. Par là même, depuis le 2 décembre de 1878, elle fait partie de la Basilique Latranesque et en 1879, reçoit les titres de Pontificale et d'Archiconfrérie du pape León XIII.

### XXesiècle

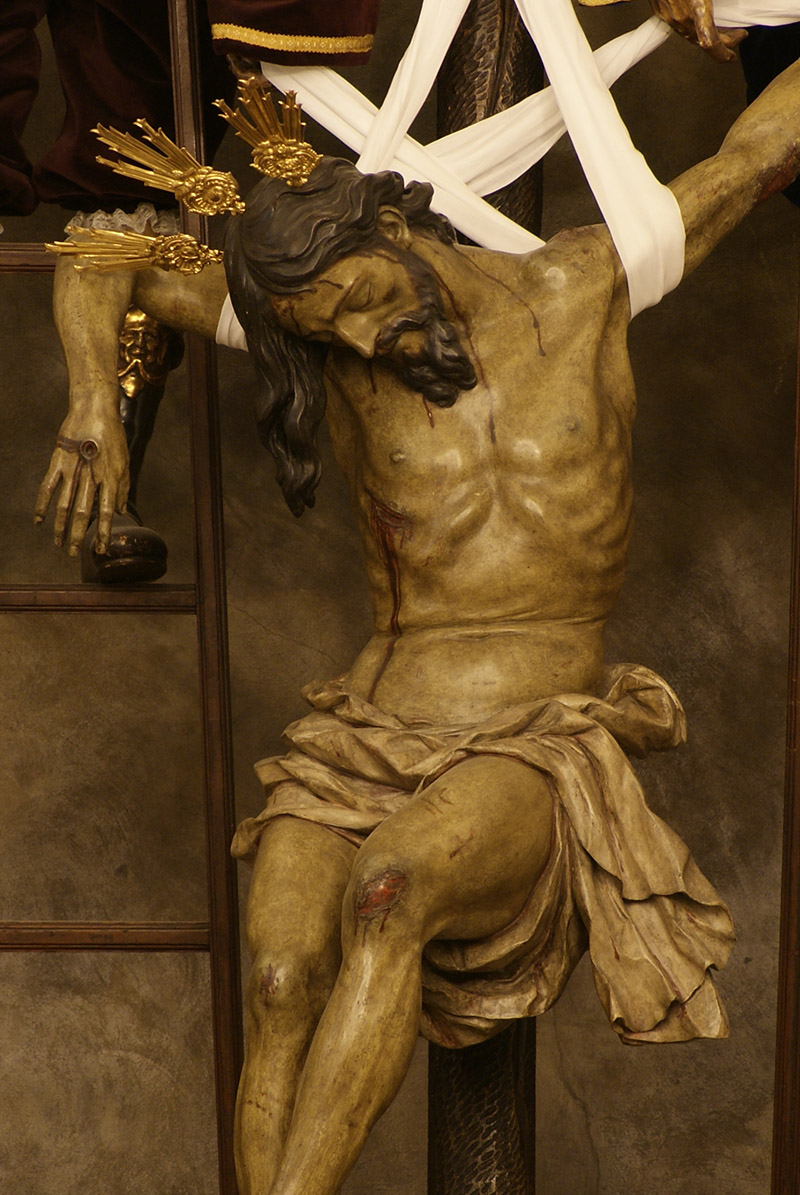
Détail du Christ détaché de sa Croix

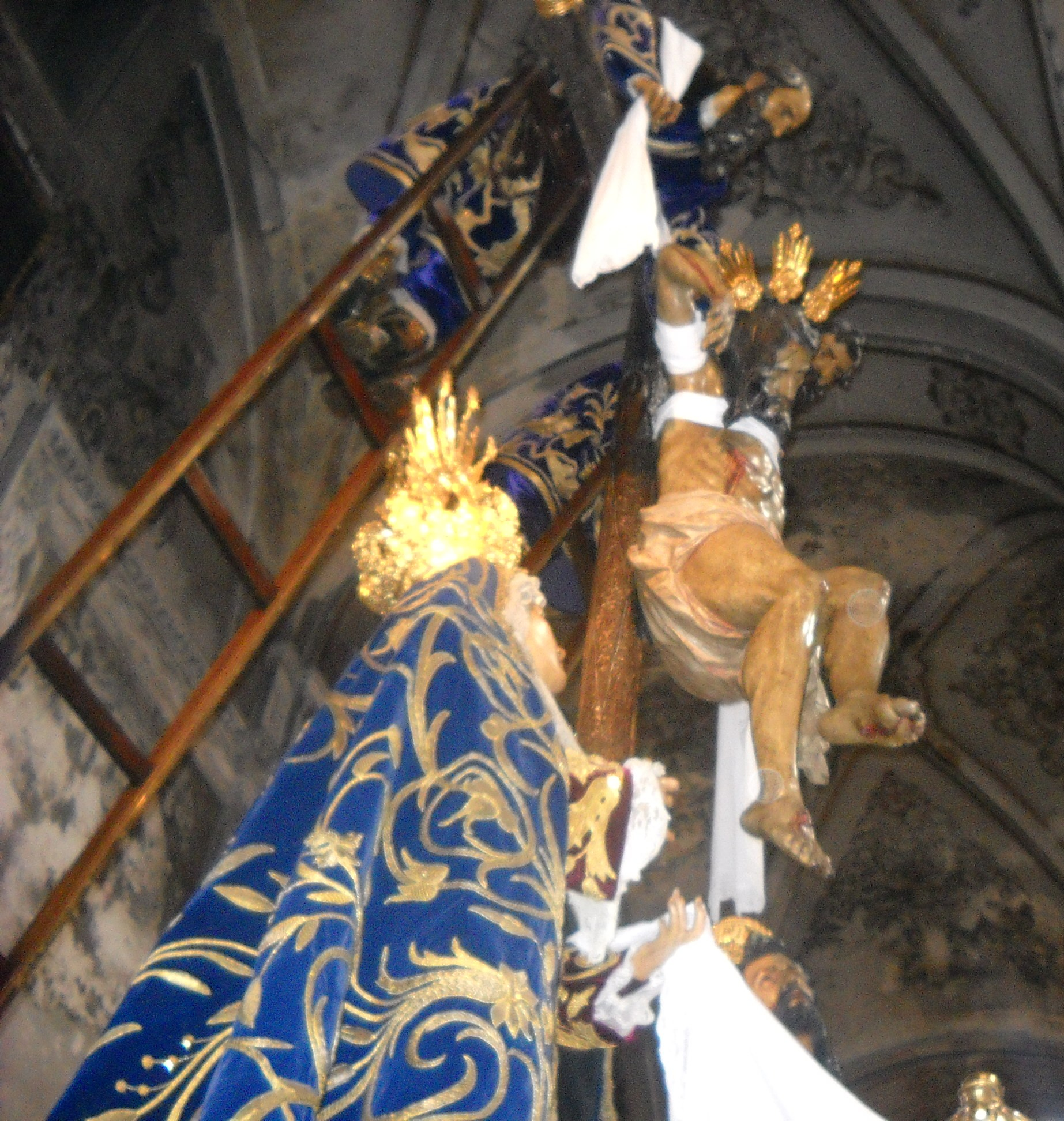
Brancard du Descendiment de Christ

De 1932 à 1939, il n'y a pas eu de Station de pénitence en raison des circonstances que traversait la nation.
En 1954 une délégation de la Fraternité, sous Étendard Confraternel, se rend à Rome pour la célébration de l'Année Sainte Mariale, rapportant du Ville du le Vatican la médaille commémorative de cet évènement.
Le 26 février 1996 la statue du Sanctissime Christ De la Descente de Croix, est portée à la Cathédrale pour présider le Saint Chemin de Croix organisé par les Confréries de la ville. La statue du Christ est portée en procession sur un « Paso », pendue à la Croix par le Saint Suaire, accompagnée de frères qui portent un cierge allumé.
Le Sacré Mystère de la Descente de Croix a participé à la grande procession du Saint Enterrement, chaque fois qu'elle a été organisée.
La chapelle où se trouve établie l'archiconfrérie, faisait partie de l'Église Conventuelle Saint Paul, a été restaurée et reconstruite en 1248. Elle est la seule partie conservée de l'église du XIIe siècle, conservée, lors de la reconstruction de 1692 par le célèbre architecte Leonardo de Figueroa y Reina. Formée à partir de la fusion de trois petites chapelles funéraires, elle s'abrite sous trois splendides et précieuses coupoles. On y distingue particulièrement le dôme central ornée de peintures semblables à celles de la chapelle franciscaine de Saint Grégoire de la Conception à Tolède. Des restes de très vieux azuléjos qui composent les soubassements de précieuses peintures s'ajoutent aux grands trésors artistiques qui se trouvent dans le reste du temple paroissial.
Sous le maître autel, œuvre de Juan Pérez Calvo en 1948, se trouvent les plus importantes statues.
Dans ses premières années de sacerdoce, Marcelo Spínola et Maestre prêcha, pour la fraternité de nombreux cultes avant de devenir, plus tard, cardinal-archevêque de Séville, béatifié par le pape Jean-Paul II en 1987. Habituellement il entendait en confession dans la chapelle du Doux Nom de Jesús.
La statue du Doux Nom de Jésus, allait autrefois en procession en portant les instruments de la Passion. Elle défile maintenant sous un dais sculpté et doré, dessiné, en 1923, par le futur Frère Joaquín Bilbao Martínez (es). Elle sera réalisée, en 1582, par Jerónimo Hernández d'Estrada qui est aussi l'auteur du Christ Ressuscité, qui se trouve, sur un socle doré, dans une niche latérale de la chapelle.
De nos jours, la Confrérie du Doux Nom de Jésus défile dans la Procession Eucharistique de la Fraternité Sacramentelle de la Paroisse Royale qui se célèbre le dimanche de Corpus Christ.. Elle est accompagnée de nombreux frères, plus particulièrement par ceux de petites confréries qui ne peuvent aller en procession le Jeudi Saint.

### Condition Royale
Furent frères majeurs honoraires de ces fraternités le roi Ferdinand VII qui lui a conféré le titre honorifique de Royale, Élisabeth II, le Duc de Montpensier et son épouse María Luisa de Bourbon, le Comte de Barcelone Juan de Bourbon et Juan Carlos Ier.
Fue hermana honoraria Fabiola de Mora y Aragón, reina de Bélgica, y  camarera de honor María de las Mercedes de Borbón y Orleans, esposa de Juan de Borbón. Felipe de Orleans, hijo de la sevillana María Isabel de Orleans, fue hermano mayor efectivo entre los años 1916 y 1926.
Fabiola, reine des Belges fut sœur honoraire. María de las Mercedes de Borbón y Orleans, épouse de Juan de Bourbon. sera Chambellan d'honneur. Felipe d'Orléans, fils de la sévillane María Isabel d'Orléans, deviendra réellement frère entre 1916 et 1926.

## Représentations
Dans sa Station se trouve un unique « Paso » qui représente le moment où le Christ est descendu de sa croix, par Joseph d'Arimathie et Nicodème juchés sur des échelles. Ils descendent le corps par le suaire, sous les regards Saint Jean, Marie Madeleine, Marie Salomé, Marie Cléophas et la Vierge, qui soutiennent le drap.

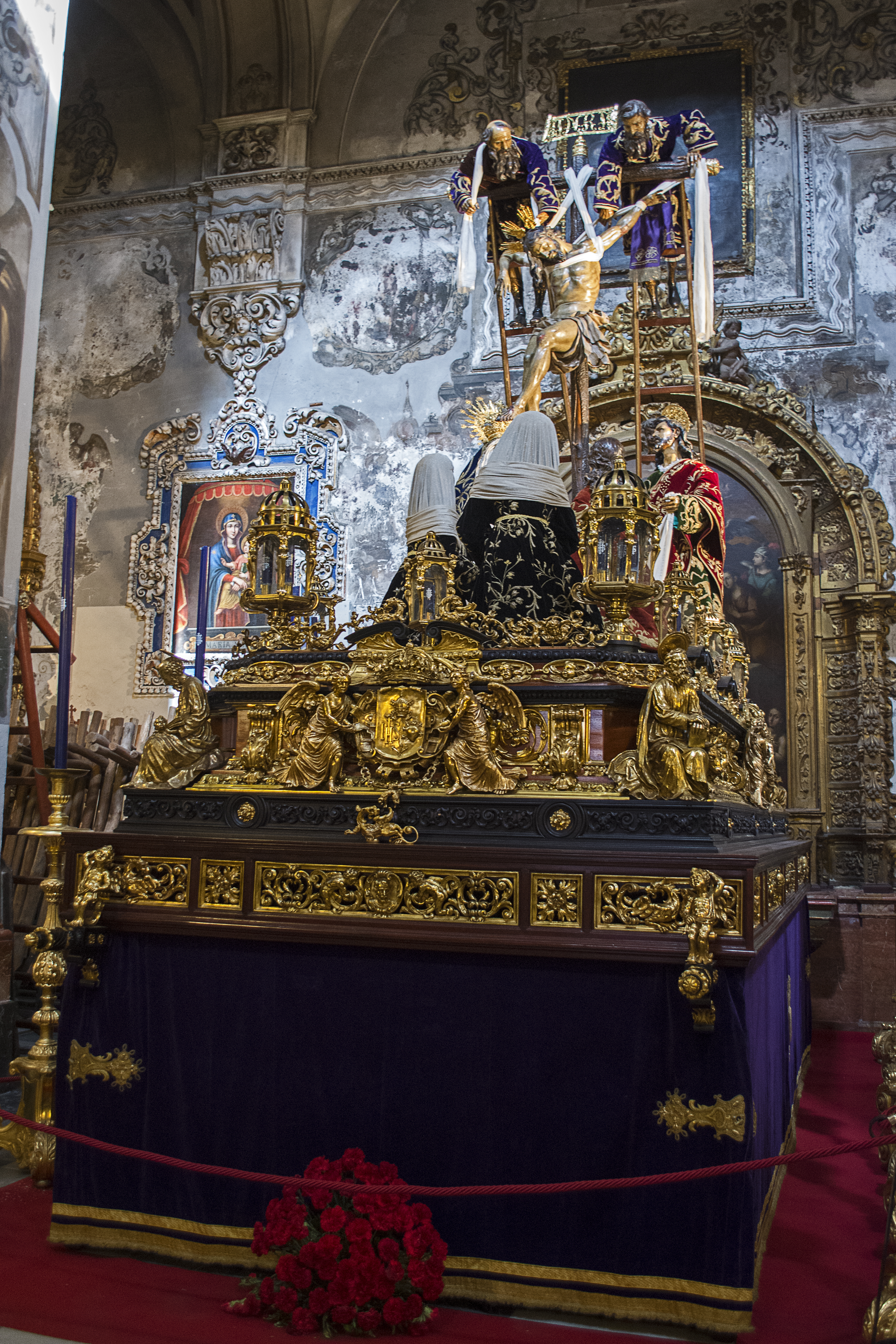
Paso de la confrérie de la Cinquième Douleur.

La statue du Christ a été sculptée en 1659 par Pedro Roldán. Elle a été restaurée en 1904 puis en 1985.
La Vierge a été sculptée en 1934 par Vicente Rodríguez-Casso, et restaurée en 1989, lorsque fut réalisé le nouveau chandelier. En 2013 elle est légèrement nettoyée et la polychrome est fixée par Madame Esperanza Fernández Cañero.
Les figures de Nicodème, Saint Jean, Joseph d'Arimathie et des trois Marie sont des œuvres de l'atelier de Pedro Roldán. Bien qu'elles aient été attribuées à Pedro Nieto, disciple de Ocampo, les contrats d'exécution de ces œuvres ne correspondent pas aux commandes de pâte de bois et d'étoffes encollées passées par ce sculpteur. Actuellement, les historiens d'art les attribuent à l'auteur du Christ, à cause de commandes passées aux mêmes dates. Tant pour le Christ que pour ces statues on ne conserve aucun reçu de livraison. Ces statues ont été restaurées par Gabriel de Astorga en 1854. En 1922, Saint Jean a subi, de nouveau, une restauration effectuée par Joaquín Bilbao. En 1932 Vicente Rodríguez-Casso a restauré toutes les images du mystère sauf le Christ. Rodríguez-Casso a réalisé aussi une nouvelle chevelure pour Marie Madeleine en 1951, en remplacement de la précédente qui était en cheveux naturels.
La structure du «Paso» a été dessinée par le frère Cayetano Sánchez Pineda, de l'Académie des Beaux-Arts, en 1900. Elle est réalisée en bronze, ébène, acajou et bois de rose. Les moules des bronzes sculptés furent réalisés par les sculpteurs Emilio Bartolomé et José García Roldán. La fonte des pièces en bronze fut confiée aux ateliers de Barcelone de Masriera et Campins. Le «Pasos» fait sa première apparition pendant la Semaine Sainte de 1904. Le heurtoir représente un dragon rampant, a été réalisé par le conseiller de la fraternité et professeur de sculpture, Joaquín Bilbao. Les fanaux du portant, sont inspirés de ceux de la nef de l'amiral Strozzi qui autrefois, vers 1582, qui constituèrent un important butin pour Álvaro de Bazán, lors de la bataille des Açores (le fanal original se trouve dans le Musée Naval de Madrid).
La Vierge est vêtue d'une tunique bordeaux œuvre de Teresa del Castillo y Antonio del Canto au milieu du XIXe siècle. La cape bleue sort de l'atelier de la famille Olmo, (1894), acheté à la Fraternité de la Prise de Jerez de la Frontera en 1940, la précédente ayant été détruite dans l'incendie en maison du dépositaire de la statue. La couronne en argent doré, est l'œuvre de Jorge Ferrer (1941). Saint Jean l'Évangéliste est vêtu d'une tunique verte œuvre de Teresa Del Castillo, au milieu du XIXe siècle et d'une cape rouge d'auteur inconnu. Les tuniques de Marie Salomé et Marie Cléophas sont de Carrasquilla (milieu du XXe siècle). María Magdaleine porte des vêtements brodés d'un auteur inconnu, du milieu du XIXe siècle. Les Saints hommes portent des vêtements brodés à la même époque par Teresa Del Castillo.

## Insignes
- L' orfèvrerie du Paso est en argent pur, presque en totalité.
- La Croix de guide, très particulière, est l'œuvre d'Ysaura (1857), sa la hampe de García Armenta (1953). Pour conduire la procession de la confrérie jusqu'à la Station en la Cathédrale Métropolitaine, la Croix de Guide est recouverte d'un voile violet, couleur de deuil dans la tradition de l'église catholique.
- Les fanaux qui encadrent le Paso pendant la procession sont de Jorge Ferrer (1949).
- Le drapeau blanc agrémenté d' orfèvrerie est de José Jiménez (1954),
- L'étendard a été brodé par Teresa Del Castillo, au milieu du XIXe siècle,
- L'Aigle en bois de rose est de la même époque, porté par une hampe de Jésus Domínguez (1969).
- Le drapeau de Saint Jean est de José Jiménez (1980). Il va en procession escorté par quatre enfants qui portent des éteignoirs dorés et des livrées ornées d écussons, le tout du XIXe siècle
- « Sinelabe Concepta », devise brodée sur un battant de drapeau par Teresa Del Castillo est du milieu du XIXe siècle. Le hampe qui le porte est de José Jiménez, elle sera retouchée par Ysaura au XIXe siècle.
  Les fanaux  qui l'accompagnent sont l'œuvre de Jésus Domínguez (1972).
- Le Drapeau de la Cinquième Douleur (ou Bleu), fut brodée dans le Couvent de Sainte Paule, en 1980. La hampe et les finitions sont de José Jiménez (1980). Il est assorti de deux bâtons de procession, en métal doré du  XVIIe siècle.
- Le Drapeau du Doux Nom de Jésus fut confectionnée par l'atelier de Guzmán Feu y Rincón Galicia en 1957. Sa hampe et la finition sont de José Jiménez (1980). Il est accompagné de deux bâtons de procession en métal doré du XVIIe siècle.
- La Croix de Chapelle ou Parroquial, ouvrée est un travail de Jesús Domínguez, en 1972.
  Les fanaux portés par une perche qui l'accompagnent sont de José Jiménez.
- Le Drapeau Pontifical été brodée dans le Couvent de Sainte Paule, en 1980, sa hampe et les finitions sont de José Jiménez.
- Livre de Règles. Le Livre de Règles qui recèle les règles établies en 1817, est l'œuvre de García Armenta (1942).
- La Perche portant un petit temple du Doux Nom de Jésus est de Jesús Domínguez (1972), la statue de l'Enfant, en ivoire, a été sculptée par Barbier la même année.
- L'Étendard fut brodé par Teresa Del Castillo et Antonio del Canto, au milieu du XIXe siècle. Le hampe du drapeau et la croix de procession assortie sont de José Jiménez.
- La Sonnette en orfèvrerie est l'œuvre de García Armenta (1954). Elle est recouverte d'un carré orné de broderies de Teresa Del Castillo au milieu du XIXe siècle. 
   Les ornementations florales des vêtements sacerdotaux ont été brodés par Carrasquilla autour de 1950.
- L'ensemble de bâtons qui accompagnent les insignes de commandement et de présidence sont de Jésus Domínguez, García Armenta et José Jiménez.
- Les bâtons des Suisses et autres bedeaux chargés de l'ordonnancement des cérémonies de la confrérie sont de Ysaura, au milieu du XIXe siècle.
- L'Équipement des '''acolytes''' est entièrement d'argent pur :

les lanternes montées sur perches ont été réalisés par José Jiménez (1954). Les perches sont de García Armenta.
La navette de bénédiction, en orfèvrerie, est de 1959.
Les encensoirs sont l'œuvre de Fernando Marmolejo (1959).
- Les dalmatiques sortent des ateliers de Guzmán Feu y Rincón (Galice, 1954).

## Habits

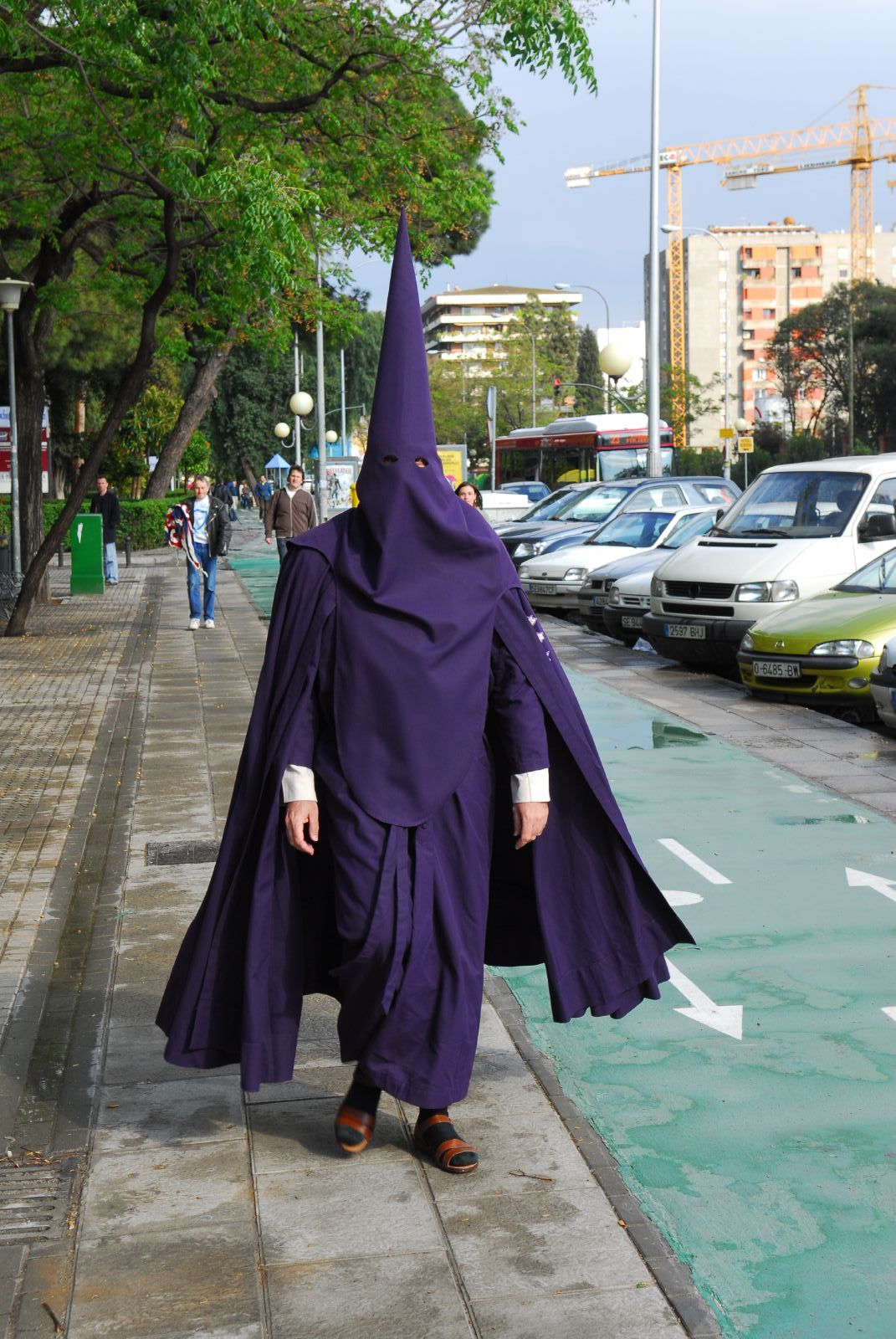
Pénitent de la Fraternité de la cinquième Douleur en 2007.

Les pénitents de cette fraternité portent soutane, cape et capirote en laine de mérinos violette sur une chemise blanche dont les revers des poignets sont boutonnés de violet. Une ceinture de la même couleur complète l'habit. Sur le côté gauche de la cape est brodé l'acronyme JHS.

## Chapelle du Doux Nom de Jésus
La Chapelle du Doux Nom de Jésus actuelle se compose de la réunion de trois chapelles funéraires, bâties au XIVe siècle. Ces reconstructions successives forment une nef d'un seul vaisseau, couverte de trois splendides voûtes sur trompes supportés de colonnes sculptées d'entrelacs mudéjars. Les peintures murales sont de la fin du XIVe siècle. L'entrée principale se fait depuis l'église paroissiale par l'intermédiaire d'une grille. La chapelle possède deux portes ouvrant à l'extérieur, une petite dans le chevet et une autre, plus grande sur le côté, vers la rue Saint Paul.
Les murs sont couverts d'un grand revêtement de mosaïques aux motifs enrubannés caractéristiques du XIVe siècle.
À l'extérieur on remarque la grande rosace du chevet datée de la deuxième moitié du XIVe siècle ainsi qu'un grand médaillon de jaspes
La Fraternité du Doux Nom de Jesús, s'établit dans ce temple en 1587, dont la propriété fut concédée par l'Ordre des Prêcheurs en échange de l'évocation de l'Enfant Jésus très populaire dans les milieux liés aux Dominicains.
Pour cette raison, elle est l'unique institution qui soit restée dans sa chapelle après la disparition du Couvent Saint Paul au XIXe siècle, époque à laquelle l'église conventuelle devient l'actuelle église paroissiale du diocèse.
Trois accès indépendants conduisent à l'église Paroissiale; La chapelle apparaît comme une annexe du temple car sa nef (à droite du maître autel) partage le vaisseau de l'église. Elle est le seul vestige de l'église médiévale, aujourd'hui détruite.
La fraternité qui se charge de sa conservation et de son entretien, a entrepris, ces dernières années, la restauration des merveilleux dômes mudéjares.

## Cultes et œuvres de charité
Comme dans les temples des autres fraternités, des cultes sont donnés en l'honneur de saintes statues qui matérialisent leur vocation.
La fraternité a pour vocation l'élévation de la foi chrétienne de ses frères et les œuvres de charité. La confrérie collabore de forme permanente avec la Fondation Pro Vie, la Banque alimentaire, l'Hôpital de la Charité, le Couvent des Carmélites déchaussés de Saint Joseph de Malagón, l' Economat qui s'ouvre sur la rue Père Marchena, le secours paroissial, sans compter d'autres actions ponctuelles.

## Place dans la procession du Jeudi Saint
|                        | Ordre de passage dans la procession officielle du Jeudi Saint à Séville |                               |
| ---------------------- | ----------------------------------------------------------------------- | ----------------------------- |
| Prédécesseur           | Rang actuel                                                             | Successeur                    |
| Confrérie du Mont Sion | 5e rang                                                                 | Confrérie del Valle (Séville) |